# Zwiastowice
Zwiastowice [pronunciación en polaco: /zvjastɔˈvit͡sɛ/], alemán Schwesterwitz, es un pueblo ubicado en el distrito administrativo de Gmina Głogówek, dentro del Condado de Prudnik, Voivodato de Opole, en el sur de Polonia occidental, cercano a la frontera checa. Se encuentra aproximadamente a 8 kilómetros al este de Głogówek, a 28 kilómetros al este de Prudnik, y a 37 kilómetros al sur de la capital Opole.
Antes de 1945, el área era parte de Alemania.